# Дембець-Кольонія
Дембець-Кольонія (пол. Dębiec-Kolonia) — село в Польщі, у гміні Острувек Велюнського повіту Лодзинського воєводства.
У 1975-1998 роках село належало до Серадзького воєводства.